# Humajunova grobnica
Humajunova grobnica (perzijsko Maqbara-i Humayun) je Humajunova grobnica v Delhiju v Indiji. Grobnico je naročila Humajunova prva žena in glavna soproga, cesarica Bega Begum leta 1558, oblikovala pa sta jo Mirak Mirza Ghiyas in njegov sin Sajid Muhamad, perzijska arhitekta po njenem izboru. To je bila prva vrtna grobnica na indijski podcelini in stoji v Nizamuddin East, Delhi, Indija, blizu citadele Dina-panah, znane tudi kot Purana Qila (stara utrdba), ki jo je Humajun našel leta 1538. To je bila tudi prva struktura, ki je uporabila rdeči peščenjak v takšnem obsegu. Grobnica je bila leta 1993 vpisana na Unescov seznam svetovne dediščine in od takrat je bila deležna obsežnih obnovitvenih del, ki so končana. Poleg ograde glavne grobnice Humajuna je več manjših spomenikov, ki vodijo do nje, od glavnega vhoda na zahodu, vključno s tistim, ki je star celo dvajset let pred samo glavno grobnico; to je grobni kompleks Isa Khana Nijazija, afganistanskega plemiča na dvoru Šer Šah Surija iz dinastije Suri, ki se je boril proti Mogulom, zgrajena leta 1547.
Kompleks obsega glavno grobnico cesarja Humajuna, v kateri so grobovi cesarice Bega Begum, Hadži Begum in tudi Dara Šikoh, Humajunovega prapravnuka in sina kasnejšega cesarja Šah Džahana, kot tudi številnih drugih poznejših Mogulov, med njimi cesar Džahandar Šah, Farukhsijar, Rafi Ul-Dardžat, Rafi Ud-Daulat, Muhamad Kam Bakhš in Alamgir II. Predstavljal je preskok v mogulski arhitekturi in skupaj z dovršenim vrtom tipa čarbagh, tipičnim za perzijske vrtove, ki pa ga v Indiji še nikoli ni bilo, je postavil precedens za kasnejšo mogulsko arhitekturo. Videti je kot jasen odmik od dokaj skromnega mavzoleja njegovega očeta, prvega mogulskega cesarja Baburja, imenovanega Bagh-e Babur (Vrtovi Baburja) v Kabulu (Afganistan). Čeprav je bil slednji prvi cesar, ki je uvedel tradicijo pokopa v rajskem vrtu. Oblikovana po Gur-e Amirju, grobnici njegovega prednika in azijskega osvajalca Timurja v Samarkandu, je ustvarila precedens za prihodnjo mogulsko arhitekturo kraljeve mavzoleje, ki je dosegla svoj vrhunec s Tadž Mahalom v Agri.
Mesto je bilo izbrano na bregovih reke Jamuna zaradi bližine Nizamuddin Dargah, mavzoleja slavnega sufijskega svetnika Delhija Nizamuddina Aulije, ki so ga vladarji Delhija zelo častili in čigar rezidenca Čilla Nizamudin Aulija leži severovzhodno od grobnice. V kasnejši mogulski zgodovini se je med indijskim uporom leta 1857 sem zatekel zadnji mogulski cesar Bahadur Šah Zafar skupaj s tremi princi, kjer ga je kapitan Hodson ujel, preden so ga izgnali v Rangoon. V času suženjske dinastije je bila ta dežela pod utrdbo KiloKheri, ki je bila prestolnica sultana Qaiqabada, sina Nasirudina (1268–1287).
Kompleks grobnic Bataševala leži v varovalnem pasu svetovne dediščine kompleksa grobnic Humajun; oba kompleksa ločuje majhna cesta, vendar zaprta v svojem ločenem obzidju.

## Zgodovina
Po njegovi smrti 27. januarja 1556 je bilo Humajunovo truplo najprej pokopano v njegovi palači v Purana Quila v Delhiju. Nato ga je Khandžar Beg odnesel v Sirhind v Pandžabu, leta 1558 pa ga je videl Humajunov sin, takratni mogulski cesar Akbar. Akbar je pozneje leta 1571 obiskal grobnico, ko je bila tik pred dokončanjem.
Humajunova grobnica je bila zgrajena po naročilu njegove prve žene in glavne soproge, cesarice Bega Begum (znane tudi kot Hadži Begum). Gradnja se je začela leta 1565 in je bila dokončana leta 1572; stala je 1,5 milijona rupij, ki jih je v celoti plačala cesarica. Bega Begum je bila tako užaloščena zaradi smrti svojega moža, da je od takrat naprej svoje življenje posvetila enemu samemu namenu: zgraditi njegov spomenik, ki bi bil najveličastnejši mavzolej v imperiju, na mestu blizu reke Jamuna v Delhiju. Po Ain-i-Akbariju, podrobnem dokumentu iz 16. stoletja, napisanem med vladavino Akbarja, je Bega Begum nadzorovala gradnjo grobnice, potem ko se je vrnila iz Meke kamor se je odpravila na romanje na hadž.
Abd al-Qadir Bada'uni, eden redkih sodobnih zgodovinarjev, ki omenja gradnjo grobnice, pravi, da jo je zasnoval perzijski arhitekt Mirak Mirza Ghijas (imenovan tudi Mirak Ghijathudin), ki ga je izbrala cesarica in pripeljala iz Herata (severozahodni Afganistan); pred tem je zasnoval več stavb v Heratu, Buhari (danes Uzbekistan) in drugod po Indiji. Ghijas je umrl, preden je bila stavba dokončana, dokončal pa jo je njegov sin, Sajed Muhamad ibn Mirak Ghijathudin.
Angleški trgovec William Finch, ki je grobnico obiskal leta 1611, opisuje bogato notranjo opremo osrednje komore (v primerjavi z današnjo skopo podobo). Omenja prisotnost bogatih preprog, pa tudi šamijane, majhnega šotora nad kenotafom, ki je bil pokrit s čisto belo rjuho in s kopijami Korana spredaj skupaj s Humajunovim mečem, turbanom in čevlji.
Bogastvo nekoč znanega čarbagha (štirje vrtovi), sestavljenega iz štirih delov, ločenih s štirimi promenadami, ki izhajajo iz osrednjega refleksijskega bazena. Razprostira se na 13 hektarih okoli spomenika, ki se je v letih po izgradnji večkrat spreminjal. Prestolnica se je že leta 1556 preselila v Agro, zaton Mogulov pa je pospešil propadanje spomenika in njegovih značilnosti, saj se je drago vzdrževanje vrta izkazalo za nemogoče. Do začetka 18. stoletja so nekoč bujne vrtove nadomestili zelenjavni vrtovi ljudi, ki so se naselili znotraj obzidanega območja. Vendar pa je prijetje zadnjega mogulskega cesarja Bahadurja Šaha Zafarja med indijskim uporom leta 1857 skupaj s prostori in njegova kasnejša obsodba na izgnanstvo ter usmrtitev njegovih treh sinov pomenila, da so najhujši dnevi spomenika šele prihajali, saj so  Delhi zavzeli Britanci. Leta 1860 je bila mogulska zasnova vrta ponovno zasajena v bolj angleški vrtni slog, s krožnimi gredami, ki so nadomestile štiri osrednje vodne bazene na aksialnih poteh, in drevesa, bogato zasajena v gredicah. Ta napaka je bila odpravljena v začetku 20. stoletja, ko so bili po ukazu podkralja lorda Curzona prvotni vrtovi obnovljeni v velikem obnovitvenem projektu med letoma 1903 in 1909, ki je vključeval tudi oblaganje mavčnih kanalov s peščenjakom; shema zasaditve iz leta 1915 je dodala poudarek osrednji in diagonalni osi, tako da je bila obdana z drevesi, čeprav je bilo nekaj dreves posajenih tudi na ploščadi, ki je bila prvotno rezervirana za šotore.
Leta 1882 je uradni kustos starodavnih spomenikov v Indiji objavil svoje prvo poročilo, v katerem je omenjeno, da je bil glavni vrt oddan različnim obdelovalcem; med njimi so bili do poznega časa tudi kraljevi potomci, ki so v njej gojili zelje in tobak.
V Ronaldšajjevi biografiji lorda Curzona je citirano pismo lorda Curzona njegovi ženi aprila 1905: »Se spomnite Humajunove grobnice? Dal sem obnoviti vrt, vodne kanale izkopati in ponovno napolniti in celotnemu kraju povrniti prvotno lepoto. Lansko poletje sem odšel v Anglijo in ker ni bilo gospodarjevega očesa, je bilo dovoljeno, da se celotno mesto vrne. Vrt je bil oddan domačinu in zdaj je zasajen z repo in štiriletno delo je vrženo stran! Odpeljal se bom tja in gorje namestniku komisarja, katerega apatija je bila odgovorna.«
Med razdelitvijo Indije, avgusta 1947, sta Purana Qila skupaj s Humajunovo grobnico postala glavni begunski taborišči za muslimane, ki so se selili v novoustanovljeni Pakistan, kasneje pa jih je upravljala indijska vlada. Ti taborišči sta ostali odprti približno pet let in sta povzročili veliko škodo ne le na obsežnih vrtovih, ampak tudi na vodnih kanalih in glavnih strukturah. Džathi so večkrat napadli taborišča, kar je povzročilo vandalizem v prvih dneh delitve leta 1947. Da bi se izognili vandalizmu, so kenotafe v mavzoleju nazadnje obdali z opeko. V naslednjih letih je Indijski arheološki zavod (ASI) prevzel odgovornost za ohranjanje dediščinskih spomenikov v Indiji in postopoma so stavbo in njene vrtove obnovili. Do leta 1985 so bili izvedeni štirje neuspešni poskusi ponovne vzpostavitve prvotnih vodnih elementov.
Pomembna faza obnove kompleksa se je začela okrog leta 1993, ko je bil spomenik razglašen za svetovno dediščino. To je prineslo novo zanimanje za njegovo obnovo in pod okriljem sklada Aga Khan Trust in ASI se je začel natančen postopek raziskav in izkopavanj. To je doseglo vrhunec leta 2003, ko je bil velik del kompleksa in vrtov obnovljen, pri čemer so zgodovinski vodnjaki po več stoletjih neuporabe spet začeli delovati. Obnova je bila od takrat neprekinjen proces, naslednje faze pa so obravnavale različne vidike in spomenike kompleksa.

## Arhitektura
Turška in mogulska vladavina na Indijski podcelini je v regijo uvedla tudi srednjeazijske in perzijske sloge islamske arhitekture, do poznega 12. stoletja pa so se zgodnji spomeniki v tem slogu pojavljali v okolici in v Delhiju, glavnem mestu Delhijskega sultanata. Začenši z dinastijo turških sužnjev, ki je zgradila Qutub Minar (1192) in sosednjo mošejo Quvat-ul-Islam (1193 n. št.). Severni Indiji so v naslednjih stoletjih zaporedoma vladale tuje dinastije, kar je povzročilo indo-islamsko arhitekturo. Medtem ko je bil prevladujoči slog arhitekture trabeat, ki je uporabljal stebre, tramove in preklade, je nov prinesel slog gradnje z loki in tramovi, ki je cvetel pod mogulskim pokroviteljstvom in z vključevanjem elementov indijske arhitekture, zlasti radžastanske, vključno z okrasnimi konzolami, balkoni, visečimi okraski in dejansko paviljoni ali čatriji, da bi razvili poseben mogulski arhitekturni slog, ki naj bi postal trajna dediščina mogulske vladavine. Kombinacija rdečega peščenjaka in belega marmorja je bila prej vidna v grobnicah in mošejah iz obdobja Delhijskega sultanata, najbolj izrazito v zelo dekorativni vratih Alai Darvaza v kompleksu Qutub, Mehrauli, zgrajeni leta 1311 pod dinastijo Khaldži.
V ograjen prostor, zgrajen iz ruševin, se vstopa skozi dva vzvišena dvonadstropna prehoda na zahodu in jugu, visoka 16 metrov, s prostori na obeh straneh prehoda in majhnimi dvorišči v zgornjih nadstropjih. Grobnica, zgrajena iz ruševin in rdečega peščenjaka, uporablja beli marmor kot material za oblogo in tudi za tla, rešetke (džali), okvirje vrat, napušče (čhadždža) in glavno kupolo. Stoji na osem metrov visoki obokani terasi, ki se razprostira na 12.000 m². V bistvu je kvadratnega tlorisa, čeprav je na robovih posnet, da je videti osmerokoten, da pripravi teren za oblikovanje notranje strukture. Podstavek iz lomljenega jedra ima naokoli 56 celic in hrani več kot 100 nagrobnikov. Celotna osnovna struktura je na dvignjeni ploščadi, visoki nekaj stopnic.
Navdihnjen s perzijsko arhitekturo; grobnica doseže višino 47 metrov, podstavek je širok 91 metrov in je bila prva indijska stavba, ki je uporabila perzijsko dvojno kupolo na bobnu z visokim vratom in meri 42,5 metra, na vrhu pa je 6 metrov visok medeninast zaključek, ki se konča s polmesecem, kar je običajno v timuridskih grobnicah. Dvojna ali 'dvoslojna' kupola ima zunanjo plast, ki podpira zunanjost belega marmorja, medtem ko notranji del daje obliko kavernoznemu notranjemu volumnu. V nasprotju s čisto belo zunanjo kupolo je preostali del stavbe sestavljen iz rdečega peščenjaka, z belim in črnim marmorjem ter detajli iz rumenega peščenjaka, da ublaži monotonost.
Simetrična in preprosta zasnova na zunanjosti je v ostrem kontrastu s kompleksnim notranjim tlorisom notranjih prostorov, ki je kvadratni devetkratni načrt, kjer osem dvonadstropnih obokanih prostorov izžareva iz osrednje dvorane z dvojno kupolo. Vanj je mogoče vstopiti skozi impozanten vhod ivan (visok lok) na južni strani, ki je rahlo zamaknjen, medtem ko so druge strani prekrite z zapletenimi džalisi, kamnitimi mrežami. Pod to belo kupolo v komori (hudžra) leži osrednji osmerokotni grob, pogrebna komora, ki vsebuje en sam kenotaf, drugega mogulskega cesarja Humajuna. Kenotaf je v skladu z islamsko tradicijo poravnan na osi sever-jug, pri čemer je glava postavljena proti severu, medtem ko je obraz obrnjen vstran proti Meki. Resnična cesarjeva grobnica leži v podzemni komori, točno pod zgornjim kenotafom, dostopna skozi ločen prehod zunaj glavne stavbe, ki ostaja večinoma zaprta za obiskovalce. Ta pogrebna tehnika skupaj s pietra dura, okraski iz marmorja in celo kamna v številnih geometrijskih in arabesknih vzorcih, ki jih vidimo povsod po fasadi, je pomembna zapuščina indo-islamske arhitekture in je cvetela v mnogih kasnejših mavzolejih Mogulskega cesarstva, kot je Tadž Mahal, ki ima tudi dvojčka kenotafa in vrhunsko ročno delo pietra dura.
Glavna komora nosi tudi simbolni element, mihrabsko zasnovo nad osrednjo marmorno mrežo ali džali, ki gleda proti Meki na zahodu. Namesto tradicionalne Sure 24, An-Noor iz Korana, ki je vpisana na mihrabu, je ta le obris, ki omogoča svetlobi, da vstopi neposredno v dvorano, iz kible ali smeri Meke, s čimer dviguje status cesarja nad njegove tekmece in bližje božanstvu.
To dvorano z visokim stropom obdajajo štirje glavni osmerokotni prostori v dveh nadstropjih, postavljeni na diagonali z obokanimi preddverji, ki vodijo do njih in jih tudi povezujejo. Vmes so štirje pomožni prostori, kar nakazuje, da je bila grobnica zgrajena kot dinastični mavzolej. Skupaj koncept osmih stranskih prostorov ne ponuja le prehoda za obhod glavnega kenotafa, običajne prakse v sufizmu in vidne tudi v mnogih mogolskih cesarskih mavzolejih, temveč odraža tudi koncept raja v islamski kozmologiji. Vsaka od glavnih komor ima po vrsti še osem, manjših komor, ki se širijo iz njih, in tako simetrični tloris razkriva, da vsebuje skupaj 124 obokanih komor. Tudi veliko manjših prostorov vsebuje kenotafe drugih članov mogulske kraljeve družine in plemstva, vse znotraj glavnih sten grobnice. Izstopajoči med njimi so kenotafi same Hamide Begum poleg Dare Šikoh. Skupno je v celotnem kompleksu več kot 100 grobov, vključno s številnimi na terasi na prvem nadstropju, zaradi česar so ga poimenovali »Spalnica Mogulov«. Ker grobovi niso vpisani, njihova identifikacija ostaja negotova.
Stavba je bila prva, ki je uporabila svojo edinstveno kombinacijo rdečega peščenjaka in belega marmorja ter vključuje več elementov indijske arhitekture, kot so majhni nadstreški ali čatri, ki obdajajo osrednjo kupolo, priljubljeni v arhitekturi Radžastana in ki so bili prvotno pokriti z modrimi ploščicami.

## Čarbagh
Medtem ko so glavno grobnico gradili več kot osem let, so jo postavili tudi v središče 120.000 m² velikega čarbagha, vrta v perzijskem slogu s štirikrako postavitvijo. Bil je prvi te vrste v južni Aziji v takšnem obsegu. Zelo geometrijsko oblikovan in zaprt rajski vrt je razdeljen na štiri kvadrate s tlakovanimi sprehajalnimi potmi (khijabans) in dvema razpolovljenima osrednjima vodnima kanaloma, ki odražata štiri reke, ki tečejo v džanatu, islamskem konceptu raja. Vsak od štirih kvadratov je nadalje razdeljen na 8 manjših vrtov s potmi, ki ustvarjajo skupaj 32 miniaturnih vrtov (z mavzolejem v središču), zasnovo, značilno za poznejše mogulske vrtove. Zdi se, da osrednji vodni kanali izginjajo pod strukturo grobnice in se ponovno pojavljajo na drugi strani v ravni črti, kar nakazuje na koranski verz, ki govori o rekah, ki tečejo pod 'Rajskim vrtom'.
Grobnica, ki stoji v središču na sečišču glavnih osi, je po obliki in legi podobna vrtnemu paviljonu. Tukaj pa označuje kraj, kjer počiva truplo pokojnega vladarja. »V vrtu gre za suverenost, mavzolej pa za dinastijo. Ko je mavzolej vsajen v vrtu, kot je pri Humajunovi grobnici, sta suverenost in dinastija združeni v teleološki izjavi, da je kralj kralj, kot je vedno bil, in vedno bo.«
Celotna grobnica in vrt sta s treh strani zaprta z visokimi ruševinami. Četrta stran naj bi bila reka Jamuna, ki se je od takrat premaknila stran od strukture. Osrednji prehodi se končajo pri dveh vratih: glavnih v južnem obzidju in manjših v zahodnem obzidju. Ima dva nadstropna vhoda; Zahodna vrata se uporabljajo zdaj, medtem ko so Južna vrata, ki so bila uporabljena v mogulski dobi, zdaj zaprta. V sredini na vzhodni steni leži baradari, ki je stavba ali soba z dvanajstimi vrati, ki so zasnovana tako, da omogočajo prost pretok zraka skozi njih. Na severni steni je hamam, kopalna soba.

## Drugi spomeniki
Grobnica in mošeja Isa Kana: več spomenikov je posejanih po poti, ki vodi do ograde grobnice od glavnega vhoda na zahodu. Izstopajoč med njimi je tisti, ki je nstal dvajset let pred samo glavno grobnico. Zgrajen leta 1547, je grobni kompleks Isa Kana Nijazija, afganistanskega plemiča na dvoru Šer Šah Surija iz dinastije Suri, ki se je boril proti Mogulom. Osmerokotna grobnica je v osmerokotnem vrtu, ki je bil zgrajen v času njegovega življenja in vladavine islamskega šaha Surija, sina Šer šaha. Kasneje je služil kot pokopališče za celotno družino Isa Kana. Na zahodni strani grobnice leži široka mošeja iz rdečega peščenjaka. Osmerokotna grobnica je presenetljivo podobna drugim grobnicam spomenikov iz dinastije Sur v vrtovih Lodhi v Delhiju in dokazuje izrazito napredovanje v razvoju izjemnega arhitekturnega sloga glavne grobnice. Nekatere tukaj prisotne arhitekturne podrobnosti so bile pozneje vidne v glavni Humajunovi grobnici, čeprav v veliko večjem obsegu, na primer grobnica, ki je bila postavljena v obzidan vrtni prostor.
Bu Halimina grobnica in vrt: Ob vstopu v kompleks z zahoda obiskovalec najprej vstopi v vrtni kompleks, znan kot Bu Halimin vrt, čeprav je o njej malo znanega, in ker grobnica ali dvignjena ploščad, kjer je nekoč stala, ni v centru, se zdi, da je poznejši dodatek.
Grobnica in mošeja Afsarwala: Na jugozahodnem koncu kompleksa leži grobnica Afsarvala, posvečena neznani osebi. Eden od marmornih grobov v grobnici je datiran v 1566-67. Samo mošejo je mogoče datirati v isto obdobje, sodeč po njeni lokaciji, saj stoji ob grobnici in ne stran od nje.
Arabski Serai: dobesedno pomeni saraj (počivališče) za konje, struktura stoji poleg mošeje Afsarvala in jo je zgradila Bega Begum okoli 1560-1561, domnevno zgrajena za obrtnike, ki so prišli zaradi gradbenih del. Lahko bi sprejela 300 Arabcev. (v perzijščini ارابه pomeni: Voz ali Gari (vozilo)).
Nila Gumbad: zunaj meja kompleksa stoji grobnica, znana kot Nila Burdž (zdaj znana kot Nila Gumbad) ali 'Modra kupola', tako imenovana, ker nosi osupljive modre glazirane ploščice. Zgradil jo je Abdul Rahim Kan-I-Kana, sin Bairama Kana, ki je bil tudi dvorjan pri mogulskem cesarju, Akbarjevem dvoru, za svojega služabnika Mijana Fahima. Fahim, ki ni samo odraščal s svojim sinom, ampak je kasneje tudi umrl skupaj z enim od Rahimovih lastnih sinov, Feroze Kanom, med bojem proti uporu mogulskega generala Mahabat Kana v letih 1625–26, med vladavino Džahangirja. Ta stavba je znana po svoji edinstveni arhitekturi, saj je zunaj osmerokotna, znotraj pa kvadratna; njen strop je okrašen s poslikanim in vrezanim ometom, ima visoko vratno kupolo in kaže očitno odsotnost dvojne kupole, ki je značilna za grobnice tistega obdobja.
Čilah Nizamudin Aulija: domnevno rezidenca zavetnika Delhija, Nizamudina Aulija (um. 1325), stoji tik pred glavnim kompleksom, blizu severovzhodnega vogala glavnega mavzoleja in je primer arhitekture obdobja Tughlaq.
Še dlje od kompleksa grobnic ležijo spomeniki iz mogulskega obdobja, Bada Bateševala Mahal, grobnica Muzafarja Husaina Mirze, velikega nečaka Humajuna, zgrajena 1603–04 na ploščadi s petimi loki na vsaki strani, katere notranje stene so okrašene z vrezanim in pobarvanim ometom; Čote Bateševala Mahal je bila nekoč arkadna osmerokotna stavba s kupolastim stropom in kamnitimi džalisi. Oba spomenika zdaj ležita v komercialnem območju s pogledom na parkirišče kompleksa. Druga stavba iz obdobja je Barapula, most z 12 stebri in 11 obokanimi odprtinami, ki ga je leta 1621 zgradil Mihr Banu Agha, glavni evnuh Džahangirjevega dvora.
Brivčeva grobnica: Proti jugovzhodnemu vogalu, znotraj čarbagha, leži grobnica, znana kot Nai-ka-Gumbad ali Brivčeva grobnica, ki pripada kraljevemu brivcu in je po napisu, najdenem v notranjosti, datirana v leto 1590–91. Njena bližina glavne grobnice in dejstvo, da je to edina druga stavba v kompleksu glavne grobnice, nakazujeta na njen pomen, vendar ni nobenih napisov, ki bi namigovali, kdo je v njej pokopan, ime Brivčeva grobnica je lokalno ime strukture, zato še vedno v uporabi.
Grobnica stoji na dvignjeni ploščadi, do katere vodi sedem stopnic z južne strani, ima kvadratno zasnovo in je sestavljena iz enega samega prostora, pokritega z dvojno kupolo. V notranjosti ležita dva groba, na katerih so vpisani verzi iz Korana. Poleg tega je na enem od grobov vpisana številka 999, ki morda pomeni leto hidžre 1590–91. Vendar pa se v akvarelu iz leta 1820, ki je zdaj v British Library, perzijski napis pod stavbo glasi Maqbarah-i-Kokah, tj. 'Grobnica Kake', Kokah ali Kaka pa v perzijščini pomeni rejniškega brata, Mirak (a perzijščini naziv kot gospod), čeprav identiteta osebe ostaja neznana in se morda (napačno) nanaša na drug bližnji spomenik v kompleksu Čausath Khamba, grobnico Ataga Kana, rejniškega brata Humajuna, ki leži na območju Nizamudin West in ne vzhodno od Humajunove grobnice.

## Obnova
Preden so se lotili obnovitvenih del, so se na mestu grobnice razbohotili vandalizem in nezakoniti posegi, ki so predstavljali resno nevarnost za ohranitev tega neprecenljivega zaklada. Pri glavnem vhodu v Humajunovo grobnico so bile pod zelo pokvarjenim sistemom občinskega pokroviteljstva, znanim kot tehbazari, postavljene umazane stojnice, na teh odprtih prostorih pa je bilo dovoljeno nezakonito parkirati vse vrste težkih vozil. Na strani Nila Gumbad je bila ogromna citadela indijske politike glasovalnih bank – na tisoče »prebivalcev slumov« je vplivni del političnega vodstva obdržal, da so med volitvami služili kot »povezani volivci«. Tudi okolje darge hazreta Nizamudina Aulije je bilo neusmiljeno degradirano in sveti rezervoar je postal neurejena greznica.
Obnovitvena dela Aga Khan Trust for Culture (AKTC) v sodelovanju z Arheološkim zavodom Indije (ASI) so se začela okoli leta 1999 po raziskovalnem delu, ki se je začelo leta 1997 in je bilo končano marca 2003. Ponovno je bilo zasajenih okoli 12 hektarjev trate, v vrtovih pa je bilo posajenih več kot 2500 dreves in rastlin, vključno s potaknjenci manga, limone, neema, hibiskusa in jasmina. Izvedena je bila tudi namestitev novega sistema za kroženje vode za prehodne kanale. Da bi zagotovili naravni odtok vode skozi kanale in bazene na 12 hektarjev zemljiščih brez pomoči hidravličnih sistemov, so bili vodni kanali ponovno položeni do natančne stopnje enega centimetra vsakih 40 metrov (naklon 1:4000). To je sčasoma omogočilo pretok vode skozi vodotoke na vrtovih in speče fontane so spet začele delovati. Druge naloge v tem ogromnem projektu obnove so vključevale postavitev sistema za zbiranje deževnice z uporabo 128 jam za polnjenje podtalnice ter odstranjevanje mulja in revitalizacijo starih vodnjakov, ki so bili odkriti med obnovitvenimi deli. To je bilo najprej zasebno financirano sodelovanje ASI pod okriljem Nacionalnega kulturnega sklada (NCF). Financiranje je vključevalo vsoto 650.000 $ od sklada Aga Khan za kulturo njegove visokosti Aga Khana s pomočjo Oberoi Hotels Group. Poleg tega AKTC izvaja pomembnejšo obnovo Baburjeve grobnice, počivališča Humajunovega očeta v Kabulu.
Po obnovitvenih delih so se razmere v tem kompleksu in okoli njega močno spremenile. Vse stojnice in druge vdore so odstranili ter obnovili spomenike in zelenice. Elegantni vrtovi zdaj obdajajo spomenike, kar jim daje dostojanstvo in milino. Ob nočni osvetlitvi je spomenik videti res veličasten.
Leta 2009 sta ASI in AKTC v okviru obnovitvenih del, ki so potekala, po večmesečnem ročnem delu z ročnimi orodji s strehe odstranila debelo plast cementnega betona, ki je na konstrukcijo pritiskal približno 1102 toni. Cementni beton je bil prvotno položen v 1920-ih, da bi preprečil pronicanje vode in povzročil zamašitev vodnih prehodov. Kasneje, ko je prišlo do puščanja, je bila dodana nova plast cementa, kar je privedlo do skupne debeline približno 40 cm; to je zdaj nadomeščeno s tradicionalno strešno plastjo na osnovi apna. V naslednji fazi je bila podobna obdelava prve čabutre (podstavka) grobnice, ki je bila prvotno tlakovana z velikimi bloki kvarcitnega kamna, nekateri tehtajo več kot 1000 kg. V 1940-ih so neenakomerno posedanje spodnjega podstavka popravili tako, da so ga prekrili s plastjo betona, kar je še dodatno iznakazilo prvotne mogulske talne obloge, ki so se ujemale s tistimi na Zahodnih vratih.

## Grobnica v literaturi
Letitia Elizabeth Landon je objavila poetično ilustracijo The Tomb of Humaioon, Delhi v Fisher's Drawing Room Scrap Book, 1833. Ta odseva prizorišče in temelji na gravuri slike Williama Purserja, ki prikazuje nekoliko oddaljen pogled na grobnico.

## Mavzolej danes
Slabo premišljeni gradbeni načrti, kot so načrti vlade v Delhiju v letih 2006–2007 za izgradnjo novega predora za povezavo vzhodnega Delhija s stadionom DŽawaharlal Nehru v Delhiju v južnem Delhiju in za razširitev cest v bližini grobnice za igre Commonwealtha leta 2010 za povezavo z nacionalno cesto -24 s cesto Lodhi, je tudi resno ogrožala spomenik. Urbanisti so se bali, da zgodovinski spomenik ne bi mogel prenesti tresljajev, ki so posledica gradbenih del v tako neposredni bližini. Končno je Arheološki zavod Indije uspel ustaviti načrte.
30. maja 2014 je močno neurje, ki je zajelo mesto, odbilo zaključek grobnice s kupole. 19. aprila 2016 je indijski minister za kulturo dr. Mahesh Sharma razkril obnovljen zaključek spomenika. Originalni zaključek bo ohranjen.

## Galerija
- Pogled na jugozahodni vogal Humajunove grobnice
- Odsev
- Šestokrake zvezde na eni od pistakov Humajunove grobnice
- Kenotafi Hamide Banu Begum, Dara Shikoh itd. v stranski sobi
- Džali mihrab kaže smer kible, medtem ko nekdo stoji v komori Humajunovega kenotafa in gleda proti zahodu
- Humayunova grobnica, pogled z notranje strani Zahodnih vrat
- Zahodna fasada Zahodnih vrat Humajunove grobnice
- Mošeja Isa Khana, čez njegovo grobnico, prav tako zgrajena okoli 1547 n. št., blizu Humajunove grobnice
- Vrata v Araba Sarai, južno do poti proti Humajunovi grobnici
- Grobnica Afsarwala v bližini Humajunove grobnice
- Humajunova grobnica z grobnico njegovega brivca (Nai-ka-Gumbad) v ospredju, Delhi (fotografija iz leta 1858)
- Krožišča v slogu angleških vrtov so leta 1860 nadomestila kvadratne osrednje rezervoarje vrta čarbagh
- Humayunova grobnica ponoči
- Stranski pogled na Humayunovo grobnico